# Лева Бейтс
Лева Бейтс (родена на 21 май 1983) е американска професионална кечистка
Тя е най-добре позната с появите с в WWE в тяхната развиваща се територия WWE NXT под сценичното име Блу Пантс. Тя също е позната от нейното присъствие в независими компании, най-често Shimmer Women Athletes, под нейното истинско име. Бейтс е позната със своя косплей на ринга – тя обикновено се облича като герои от филми, видео игри и комикси.

## В кеча
- Финални ходове
  - Critical Confirmation (Double knee facebreaker)[5]
  - Dinner to Go (Seated senton)[1]
  - Superhero Kick (Superkick)[5]
- Ключови ходове
  - Back elbow, на приближаващ опонент[7]
  - Bridging Northern Lights suplex[7]
  - Big boot, в стомаха на опонента[8]
  - Версии на тушовете
    - Backslide[8]
    - Oklahoma roll[8][9]
    - Schoolgirl[9]

  - Многократен forearm club, последван от саблен удар, с постановки[9]
  - Многократен shoulder striking spear, в стомаха на опонент[7]
  - Многократен roundhouse kick[7][9][10]
- Придружавайки
  - Dos Ben Dejos (Jay Rios and Eddie Cruz)[11]
  - Злодевилите[12]
- Входни песни
  - „The Price Is Right (Theme song)“ версия, изпълнена от Бил Морисей[3][13] (NXT; 16 октомври 2014 – 22 септември 2015)
  - „Blue“ на CFO$[14] (NXT; 2 декември 2015)

## Шампионски титли и отличия
- Coastal Championship Wrestling
  - Шампионка при жените на CCW (1 път, настояща)[5]
- Pro Wrestling Illustrated
  - PWI я класира като № 28 от топ 50 индивидуални кечистки в PWI Female 50 през 2015[15]
- Shine Wrestling
  - Отборна шампионка на Shine (1 път) – с Мия Йим[16]
- Southeastern Championship Wrestling
  - Шампионка при жените на SCW (1 път)[5]
- United States Championship Wrestling
  - Шампионка при жените на USCW (1 път)[5]
- Women Superstars Uncensored
  - Душевна шампионка на WSU (1 път, настояща)